# It's a Laugh Productions

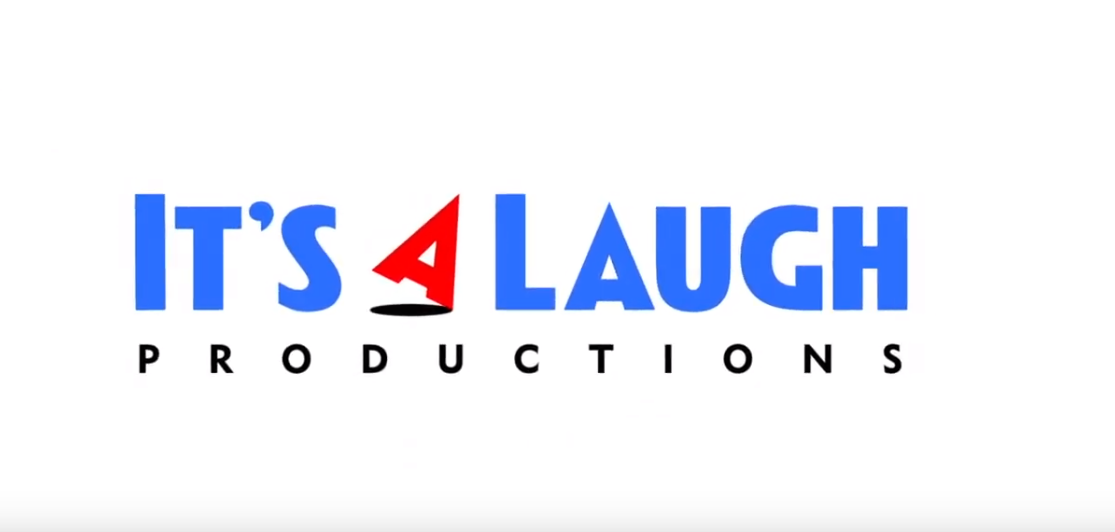
It´s a Laugh Productions Logo

It's a Laugh Productions, Inc. es una compañía de producción más conocida por la producción de las comedias de imagen real que salen al aire en Disney Channel y Disney XD. La empresa es una subsidiaria de Walt Disney Television.
Todas sus series son grabadas en los Hollywood Center Studios, excepto por las series de Hannah Montana y ¡Buena suerte, Charlie! que fueron filmadas en Sunset Bronson Studios (anteriormente en Tribune Studios); Sunny, entre estrellas, que fue grabado en los NBC Studios (antes de mudarse a los Hollywood Center Studios en su segunda temporada); Par de reyes, que fue grabado en el Sunset Gower estudios; y Shake It Up, que fue grabado en Los Angeles Center Studios (así como la segunda temporada de ¡Buena suerte, Charlie!). Jonas L.A. fue la primera comedia de acción real que se filmó en un formato de película de una sola cámara, en comparación con el formato de video con varias cámaras de otras comedias de Disney Channel.

## Historia
En 2005, se inició la compañía para sustituir a la antigua productora de Disney Channel Brookwell McNamara Entertainment. Actualmente Brookwell McNamara Entertainment sigue produciendo distintas series en el mundo. La primera serie en llevar el Logotipo de "It's a Laugh Productions" fue That's So Raven, la primera serie de Disney Channel en tener más de 65 episodios; la segunda fue The Suite Life of Zack and Cody la cual también lleva más de 65 episodios. Las series producidas por It's a Laugh Productions son transmitidas en Disney Channel y son conocidas como Series Originales de Disney Channel, y en Disney XD como Series Originales de Disney XD. La primera Serie Original de Disney XD producida por It's a Laugh es I'm in the Band.

### That's So Productions
That's So Productions fue una subsidiaria de It's a Laugh Productions. La gente de Disney Channel la llamó así por la cuarta temporada de That's So Raven.

## Series
| #  | Nombre                                  | Fecha de estreno         | Fecha de término         | Número de episodios | Canal |
| -- | --------------------------------------- | ------------------------ | ------------------------ | ------------------- | ----- |
| 1  | The Suite Life of Zack & Cody           | 18 de marzo de 2005      | 1 de septiembre de 2008  | 87                  |       |
| 2  | Hannah Montana                          | 24 de marzo de 2006      | 16 de enero de 2011      | 102                 |       |
| 3  | Cory en la Casa Blanca                  | 12 de enero de 2007      | 12 de septiembre de 2008 | 34                  |       |
| 4  | Wizards of Waverly Place                | 12 de octubre de 2007    | 6 de enero de 2012       | 106                 |       |
| 5  | The Suite Life on Deck                  | 26 de septiembre de 2008 | 6 de mayo de 2011        | 71                  |       |
| 6  | Sunny, entre estrellas                  | 8 de febrero de 2009     | 2 de enero de 2011       | 46                  |       |
| 7  | Jonas L.A.                              | 2 de mayo de 2009        | 3 de octubre de 2010     | 34                  |       |
| 8  | ¡Buena suerte, Charlie!                 | 4 de abril de 2010       | 16 de febrero de 2014    | 100                 |       |
| 9  | Shake It Up                             | 7 de noviembre de 2010   | 10 de noviembre de 2013  | 75                  |       |
| 10 | A.N.T. Farm                             | 6 de mayo de 2011        | 21 de marzo de 2014      | 62                  |       |
| 11 | So Random!                              | 5 de junio de 2011       | 25 de marzo de 2012      | 26                  |       |
| 12 | Jessie                                  | 30 de septiembre de 2011 | 16 de octubre de 2015    | 101                 |       |
| 13 | Austin & Ally                           | 2 de diciembre de 2011   | 10 de enero de 2016      | 87                  |       |
| 14 | Dog with a Blog                         | 12 de octubre de 2012    | 25 de septiembre de 2015 | 69                  |       |
| 15 | Liv y Maddie                            | 19 de julio de 2013      | 24 de marzo de 2017      | 80                  |       |
| 16 | I Didn't Do It                          | 17 de enero de 2014      | 16 de octubre de 2015    | 39                  |       |
| 17 | Girl Meets World                        | 27 de junio de 2014      | 20 de enero de 2017      | 72                  |       |
| 18 | K.C. Undercover                         | 18 de enero de 2015      | 2 de febrero de 2018     | 75                  |       |
| 19 | Best Friends Whenever                   | 26 de junio de 2015      | 11 de diciembre de 2016  | 30                  |       |
| 20 | Gamer's Guide to Pretty Much Everything | 22 de julio de 2015      | 2 de enero de 2017       | 32                  |       |
| 21 | Bunk'd                                  | 31 de julio de 2015      | 2 de agosto de 2024      | 161                 |       |
| 22 | Bizaardvark                             | 24 de junio de 2016      | 13 de abril de 2019      | 63                  |       |
| 23 | Raven's Home                            | 21 de julio de 2017      | 3 de septiembre de 2023  | 122                 |       |
| 24 | Coop y Cami                             | 12 de octubre de 2018    | 11 de septiembre de 2020 | 49                  |       |
| 25 | Sydney to the Max                       | 25 de enero de 2019      | 26 de noviembre de 2021  | 63                  |       |

## Películas

### Películas cinematográficas
| N.º | Título                                                    | Fecha de lanzamiento | Presupuesto | Bruto        | RT  | IMDb |
| --- | --------------------------------------------------------- | -------------------- | ----------- | ------------ | --- | ---- |
| 1   | Hannah Montana & Miley Cyrus: Best of Both Worlds Concert | 1 de febrero de 2008 | $7,000,000  | $70,642,036  | 71% | 2.7  |
| 2   | Hannah Montana: la película                               | 10 de abril de 2009  | $35,000,000 | $155,545,279 | 44% | 3.6  |

### Películas de Televisión
| N.º | Título                              | Fecha de lanzamiento    |
| --- | ----------------------------------- | ----------------------- |
| 1   | Wizards of Waverly Place: The Movie | 28 de agosto de 2009    |
| 2   | Zack y Cody: La Película            | 25 de marzo de 2011     |
| 3   | Good Luck Charlie, It's Christmas!  | 02 de diciembre de 2011 |

## Crossovers
| #  | Título                                       | Fecha de emisión        | Entre crossover                                                    |
| -- | -------------------------------------------- | ----------------------- | ------------------------------------------------------------------ |
| 1  | That's So Suite Life of Hannah Montana       | 28 de julio de 2006     | That's So Raven, The Suite Life of Zack & Cody, y Hannah Montana   |
| 2  | Take This Job and Love It                    | 16 de junio de 2007     | Hannah Montana y Cory in the House                                 |
| 3  | Raven in the House                           | 8 de julio de 2007      | That's So Raven y Cory in the House                                |
| 4  | Hechiceros/magos a bordo con Hannah Montana  | 17 de julio de 2009     | Wizards of Waverly Place, The Suite Life on Deck, y Hannah Montana |
| 5  | Weasels on Deck                              | 11 de octubre de 2010   | I'm in the Band y The Suite Life on Deck                           |
| 6  | Charlie Shakes It Up                         | 5 de junio de 2011      | Good Luck Charlie y Shake It Up                                    |
| 7  | Austin & Jessie & Ally: All Star New Year    | 7 de diciembre de 2012  | Austin & Ally y Jessie                                             |
| 8  | Good Luck Jessie: NYC Christmas              | 29 de noviembre de 2013 | Good Luck Charlie y Jessie                                         |
| 8  | Jessie's Aloha-Holidays with Parker and Joey | 28 de noviembre de 2014 | Jessie y Liv and Maddie                                            |
| 9  | Karate Kid-tastrophe                         | 27 de marzo de 2015     | Jessie y The Suite Life of Zack & Cody                             |
| 10 | Lab Rats vs. Mighty Med                      | 22 de julio de 2015     | Lab Rats: Bionic Island y Mighty Med                               |
| 11 | The Ghostest with the Mostest                | 2 de octubre de 2015    | Jessie y I Didn't Do It                                            |
| 12 | Girl Meets World of Terror 2                 | 2 de octubre de 2015    | Girl Meets World y Austin & Ally                                   |
| 13 | Bite Club                                    | 2 de octubre de 2015    | I Didn't Do It y Austin & Ally                                     |
| 14 | Scary Spirits & Spooky Stories               | 4 de octubre de 2015    | Austin & Ally y K.C. Undercover                                    |
| 15 | All Howl's Eve                               | 4 de octubre de 2015    | K.C. Undercover y Jessie                                           |
| 16 | Haunt-a-Rooney                               | 4 de octubre de 2015    | Liv and Maddie y Best Friends Whenever                             |
| 17 | Cyd and Shelby's Haunted Escape              | 4 de octubre de 2015    | Best Friends Whenever y Girl Meets World                           |

Notas:
- Ambos "That's So Suite Life of Hannah Montana" y "Wizards on Deck with Hannah Montana" cada uno como tres episodios separados. "Take This Job and Love It" está oficialmente considerado como un episodio de Hannah Montana, "Weasels on Deck" está considerado como un episodio de I'm in the Band, y "Charlie Shakes It Up" está considerado como un episodio de Good Luck Charlie, y un crossover entre That's So Raven y su spin-off Cory in the House se llama "Raven in the House"; solo cuenta como un episodio Cory in the House. Austin & Jessie & Ally: All Star New Year contó como un episodio para ambas series, debido a que es un evento separado.

- Hay un episodio crossover de una serie cada año, excepto en 2008. Había dos crossover en el 2007; ("Raven in the House") con Cory in the House & That's So Raven, y ("Take This Job and Love It") con Hannah Montana & Cory in the House.

## Especiales de televisión
| # | Título                            | Fecha de emisión    | Series destacadas                                                  |
| - | --------------------------------- | ------------------- | ------------------------------------------------------------------ |
| 1 | Wish Gone Amiss Weekend           | 13 de julio de 2007 | Cory in the House, The Suite Life of Zack & Cody, y Hannah Montana |
| 2 | The Wizards Return: Alex vs. Alex | 15 de marzo de 2013 | Wizards of Waverly Place                                           |

### Episodios especiales
| #  | Título                        | Serie                         | Estreno en Estados Unidos | Estreno en Latinoamérica | Estreno en España       |
| -- | ----------------------------- | ----------------------------- | ------------------------- | ------------------------ | ----------------------- |
| 1  | The Suite Life Goes Hollywood | The Suite Life of Zack & Cody | 20 de abril de 2007       | 19 de junio de 2007      | 9 de noviembre de 2007  |
| 2  | Achy Jakey Heart              | Hannah Montana                | 24 de julio de 2007       | 24 de noviembre de 2007  | N/A                     |
| 3  | Wizards School                | Wizards of Waverly Place      | 6 de abril de 2008        | 11 de julio de 2008      | 3 de junio de 2008      |
| 4  | Saving WizTech                | Wizards of Waverly Place      | 26 de octubre de 2008     | 13 de abril de 2009      | 14 de abril de 2009     |
| 5  | He Could Be the One           | Hannah Montana                | 5 de julio de 2009        | 7 de noviembre de 2009   | 2 de octubre de 2009    |
| 6  | Lost at Sea                   | The Suite Life on Deck        | 2 de noviembre de 2009    | 20 de febrero de 2010    | 10 de abril de 2010     |
| 7  | Wizards vs. Werevolves        | Wizards of Waverly Place      | 22 de enero de 2010       | 14 de marzo de 2010      | 11 de octubre de 2010   |
| 8  | Miley Says Goodbye?           | Hannah Montana                | 14 de marzo de 2010       | 18 de abril de 2010      | 11 de junio de 2010     |
| 9  | Breakup in Paris              | The Suite Life on Deck        | 18 de junio de 2010       | 30 de julio de 2010      | 23 de diciembre de 2010 |
| 10 | Falling for the Falls         | Sonny With a Chance           | 20 de junio de 2010       | 18 de septiembre de 2010 | 14 de febrero de 2011   |
| 11 | Sonny with a Secret           | Sonny With a Chance           | 18 de julio de 2010       | 29 de septiembre de 2010 | N/A                     |
| 12 | Return of the Kings           | Pair of Kings                 | 10 de septiembre de 2010  | 11 de diciembre de 2010  | 28 de enero de 2011     |
| 13 | Wizards Unleashed             | Wizards of Waverly Place      | 1 de octubre de 2010      | 19 de noviembre de 2010  | 28 de febrero de 2011   |
| 14 | I'll Always Remember You      | Hannah Montana                | 7 de noviembre de 2010    | 7 de noviembre de 2010   | 12 de noviembre de 2010 |
| 15 | Wherever I Go                 | Hannah Montana                | 16 de enero de 2011       | 20 de febrero de 2011    | 25 de marzo de 2011     |
| 16 | Twister                       | The Suite Life on Deck        | 16 de enero de 2011       | 14 de febrero de 2011    | N/A                     |
| 17 | I'm Out of the Band           | I'm in the Band               | 17 de enero de 2011       | 21 de marzo de 2011      | N/A                     |
| 18 | Snow Show                     | Good Luck Charlie             | 23 de enero de 2011       | 16 de enero de 2011      | N/A                     |
| 19 | Wizards vs. Angels            | Wizards of Waverly Place      | 18 de febrero de 2011     | 7 de abril de 2011       | N/A                     |
| 20 | Kings of Legend               | Pair of Kings                 | 20 de junio de 2011       | 12 de 2011               | N/A                     |
| 21 | Sun Show                      | Good Luck Charlie             | 24 de julio de 2011       | 15 de octubre de 2011    | N/A                     |
| 22 | Crash on the Run              | Crash & Bernstein             | 9 de septiembre de 2013   | 27 de febrero de 2014    | N/A                     |

## Programación SD y HD
Sonny with a Chance y todas las series producidas desde el año 2009, así como temporadas de series ya existentes producidas antes de 2009, que continuó en ese año se produjeron en alta definición, pero todas las series de antes de 2009 se produjeron en definición estándar.